# Adil El Arbaoui
Adil El Arbaoui, né le 15 février 1995 à Béni Mellal, est un coureur cycliste marocain.

## Biographie
En 2019, Adil El Arbaoui se distingue en devenant champion du Maroc sur route, sous les couleurs du Club Chabab Atlas Khenifra. 
Lors de la saison 2022, il remporte notamment une étape du Tour du Cameroun ainsi que le Trophée de la Maison Royale. Il termine par ailleurs troisième du Tour du Bénin.

## Palmarès
- 2019
  -  Champion du Maroc sur route
  - 3e des Challenges de la Marche verte - Grand Prix Al Massira
- 2021
  - 7e étape du Tour du Faso (contre-la-montre par équipes)
- 2022
  - Grand Prix de Cotonou
  - 8e étape du Tour du Cameroun
  - Trophée de la Maison Royale
  - 1re étape du Tour de Tanger-Tétouan-Al-Hoceima
  - 2e du Trophée de l'Anniversaire
  - 3e du Tour du Bénin
- 2023
  -  Médaillé d'or du contre-la-montre par équipes des Jeux panarabes
  -  Médaillé d'or au championnat arabe du contre-la-montre par équipes
  -  Champion du Maroc du contre-la-montre
  - Tour du Sahel :
    - Classement général
    - 1re étape

  - 4e étape du Tour du Cameroun
  - Grand Prix Es-Semara
  - 7e étape du Tour du Faso
  - 2e du Tour du Cameroun
- 2024
  -  Champion du Maroc du contre-la-montre
  - 1re étape du Tour du Maroc
  - 4e étape du Tour du Nord du Maroc
  -  Médaillé de bronze du championnat d'Afrique du contre-la-montre
  - 3e du Tour du Faso
- 2025
  -  Champion du Maroc du contre-la-montre
  - 2e du championnat du Maroc sur route

## Classements mondiaux
| Année                                 | 2019 | 2020 | 2021  | 2022 | 2023 | 2024 |
| ------------------------------------- | ---- | ---- | ----- | ---- | ---- | ---- |
| Classement mondial                    | 404e | nc   | 1319e | 630e | 212e | nc   |
| UCI Africa Tour                       | 16e  | nc   | 60e   | 22e  | 5e   | 27e  |
|                                       |      |      |       |      |      |      |
| Légende : nc = non classéSource : UCI |      |      |       |      |      |      |